# Petr Hulinský

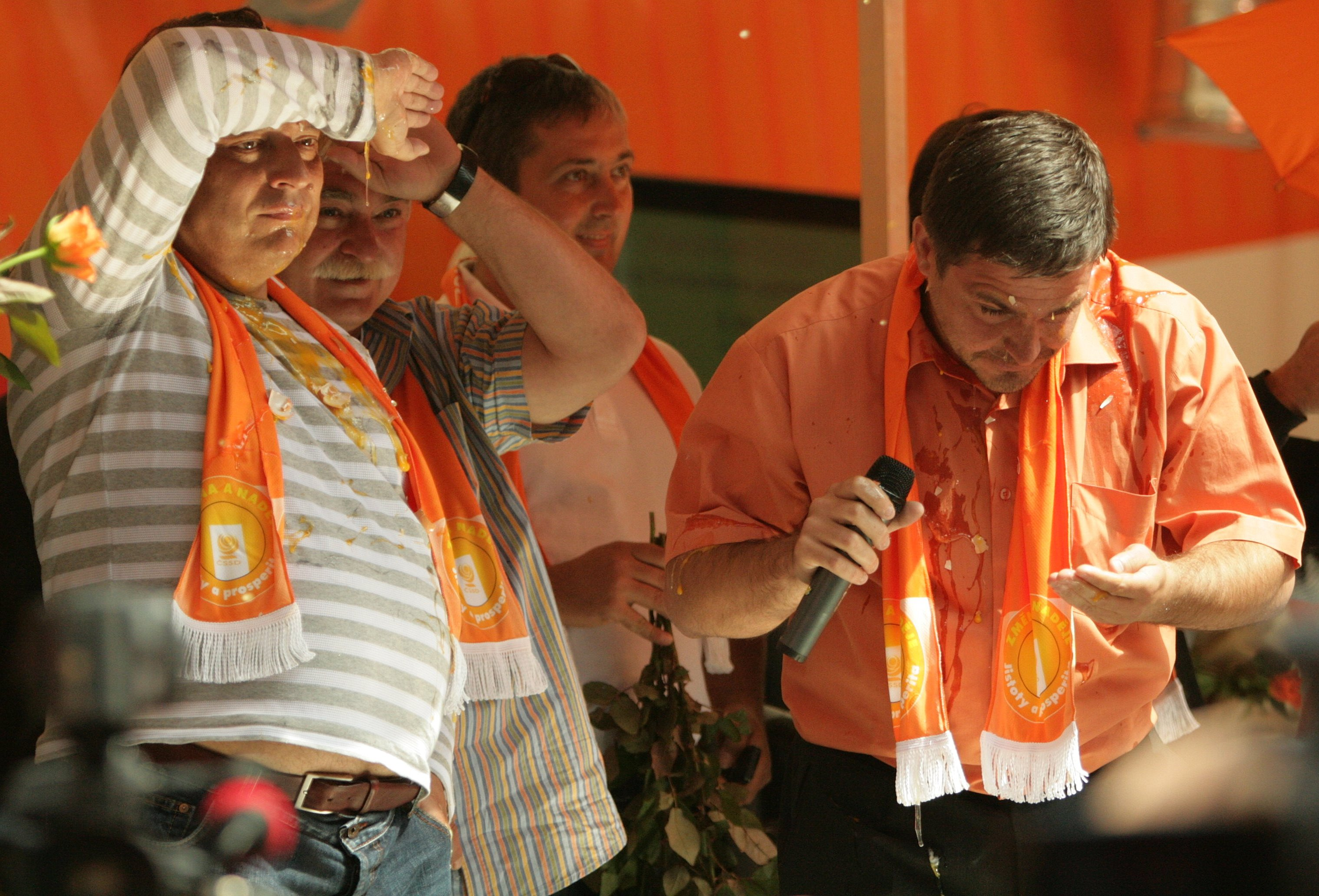
Petr Hulinský (vzadu v bílém tričku) během volební kampaně

Petr Hulinský (* 25. srpna 1967 Česká Lípa) je český politik, bývalý náměstek ministryně školství a později ministra vnitra, v letech 1996 až 1998 a pak 2010 až 2013 poslanec Poslanecké sněmovny PČR, v letech 2002-2006 náměstek primátora hlavního města Prahy, člen ČSSD.

## Vzdělání a osobní život
Vystudoval Policejní akademii v Praze, kde získal i titul Ph.D.[zdroj?] Podle vlastních slov se při studiu zaměřil na boj s korupcí. Je ženatý a má 2 děti.
Ze sportů se věnuje taekwondu, kde dosáhl již 5. danu.[zdroj?] Spoluzakládal také Český svaz Taekwondo WTF. Dále je členem Výkonného výboru Olympijského výboru a čestným předsedou Paralympijského výboru.[zdroj?] Kromě toho publikuje, např. Aktuální otázky trestně právní ochrany společnosti před korupcí, Právní minimum o bydlení (spoluautor JUDr. Stanislav Křeček), Průvodce úředním bludištěm nebo Z dějin pražské prostituce.

## Politické a veřejné funkce
Ve své straně se vypracoval náborem mrtvých duší (údajně snad prvním z těch známých) až na předsedu pražského krajského výkonného výboru a člena předsednictva ČSSD. V roce 1996 mu ke třetímu místu na kandidátce pomohli zaměstnanci jeho bezpečnostní agentury. K primárkám si Hulinský své lidi dovezl hromadně autobusy. „Zajištění kyvadlové dopravy je to nejmenší, čím jsem mohl ke svému zvolení přispět,“ řekl tehdy.
Ve volbách v roce 1996 byl pak zvolen do Poslanecké sněmovny za ČSSD (volební obvod Praha). Ve sněmovně setrval do voleb v roce 1998. Zasedal ve výboru pro obranu a bezpečnost.
Byl také stínovým ministrem obrany.[zdroj?] V letech 2002 až 2006 byl zastupitelem městské části Praha 10 a zároveň náměstkem primátora hl. m. Prahy. V letech 2010-2011 byl předsedou finančního výboru zastupitelstva hl. m. Prahy.
V letech 1999-2007 byl místopředsedou představenstva Dopravního podniku hlavního města Prahy, kde spoluinicioval objednávku 250 tramvají Škoda 15T. Působil také jako předseda dozorčí rady Pražské energetiky, předseda představenstva Pražské teplárenské, člen dozorčí rady PRE distribuce a místopředseda správní rady Nadačního fondu Bezpečná Praha. Jeho odměny v podnicích vlastněných městem dosáhly 19 miliónů korun za 3 roky.
Ve volbách v roce 2010 se vrátil do poslanecké sněmovny, kde zasedal v klubu ČSSD a byl členem sněmovního výboru pro obranu a bezpečnost, od roku 2011 výboru pro obranu.
Je zmíněn v odposleších telefonických hovorů mezi Romanem Janouškem, Pavlem Bémem a úředníky magistrátu. Podle zmínky měl s Janouškem nadstandardní vztahy.
V únoru 2014 jej Marcel Chládek jmenoval náměstkem ministra školství, mládeže a tělovýchovy pro podporu sportu a mládeže, od července 2015 byl náměstkem člena vlády. Ke konci června 2016 však na Ministerstvu školství, mládeže a tělovýchovy ČR skončil a přešel jako náměstek na Ministerstvo vnitra ČR. Nový ministr vnitra ČR Lubomír Metnar se v prosinci 2017 rozhodl jeho pozici zrušit.

## Peníze pro postižené sportovce
Mezi lety 2009 a 2011 za jeho působení v orgánech firem Pražská energetika, Pražská teplárenská a PREdistribuce putovaly dary na postižené sportovce přes firmy založené jeho spolupracovníky. Tyto firmy neměly zaměstnance, nevykazovaly téměř žádnou činnost a na jejich adresách je nebylo možné najít. Městské společnosti tajily výši darů těmto firmám. V listopadu 2011 podal Nadační fond proti korupci na Hulínského trestní oznámení, policie později oznámení odložila. Po výzvě grémia ČSSD rezignoval na konci roku 2011 na post předsedy pražské organizace.